# Andreas Jakobsson
Bo Janne Andreas Jakobsson, född 6 oktober 1972 i Lund, är en svensk fotbollstränare, tidigare fotbollsspelare. Han spelade som mittback i det svenska landslaget. Han har även använts som defensiv mittfältare. Han betecknades som en spelskicklig försvarare. 

## Spelarkarriär
Det började i Teckomatorp, sedan började han i Landskronas ungdomsavdelning som 16-åring. Jakobsson slog igenom på allvar när Landskrona BoIS 1994 gjorde comeback i Allsvenskan. 
Säsongen efter värvades han av lokalrivalen Helsingborgs IF där han snabbt blev en av lagets viktigaste spelare. 1995 utsågs han till årets HIF:are. 28 februari 1996 spelade han sin första landskamp mot Australien, och på 1997 års fotbollsgala valdes han till Allsvenskans bäste back.
Hösten 1999 var han en av de spelare som kunde fira HIF:s första svenska mästerskapsguld sedan 1941.  
I juni 2000 sålde HIF Jakobsson till tyska Bundesligaklubben Hansa Rostock för tio miljoner kronor. I början av juli kom han till sina första träningspass på Hansa Rostocks träningsanläggning Warnemünde. Han fick förtroendet direkt och tog fast plats i laget.
Jakobsson var den stora överraskningen under VM-slutspelet 2002, då han tog en ordinarie plats som mittback i lagkaptenen Patrik Anderssons frånvaro. På träningen dagen före VM-premiären mot England blev Andersson skadad och fick lämna VM. Jakobsson raderade ut den engelska världsstjärnan Michael Owen i premiären, och sedan blev mittbacken ett av Sveriges stora utropstecken under mästerskapet.
Jakobsson fortsatte i landslaget och spelade sju av åtta kvalmatcher till Europamästerskapet 2004. 
17 februari blev det klart att Jakobsson gick till danska Bröndby sommaren 2003. I Bröndby fanns tränaren Michael Laudrup, och i vissa matcher användes Jakobsson även som defensiv mittfältare.  I derbyt mot FC Köpenhamn i november 2003 svarade Jakobsson för ett drömmål på frispark från 24 meter. I februari och mars 2004 var Jakobsson med och mötte FC Barcelona i Uefa-cupen.
Efter EM-slutspelet 2004 tackade han nej till fortsatt landslagsspel. 1 september 2004 såldes han från danska Bröndby till Southampton för 20 miljoner kronor. Därmed blev han Southamptons fjärde svensk. Sedan tidigare spelade Anders Svensson, Michael Svensson och Mikael Nilsson i klubben.
Det blev en katastrofal säsong för Southampton, med det ena managerbytet efter det andra, och de åkte ur Premier League.Jakobsson spelade totalt 33 matcher för Southampton och gjorde 2 mål i Premier League. 
I juli 2005 återvände Andreas Jakobsson till Helsingborgs IF. 
I september 2007 meddelade han att säsongen 2007 skulle bli hans sista i Helsingborg och Allsvenskan. Han startade sedan en karriär inom konstgräs med företaget Unisport, och som spelande tränare i Svalöv.

## Meriter
- Svensk mästare med Helsingborgs IF 1999
- Svensk cupvinnare med Helsingborgs IF 2006
- VM-slutspel: 2002
- EM-slutspel: 2004